# Émile Boissier
Pour les articles homonymes, voir Boissier.
 (août 2018).
Si vous disposez d'ouvrages ou d'articles de référence ou si vous connaissez des sites web de qualité traitant du thème abordé ici, merci de compléter l'article en donnant les références utiles à sa vérifiabilité et en les liant à la section « Notes et références ».
Émile Boissier est un écrivain et poète français né le 28 mars 1870à Nantes, rue d'Orléans et mort 1er février 1905 dans cette même ville à la Noë (ou la Noue), route de Saint-Joseph.

## Biographie
Ce fils de marchands de faïence se passionne dès l'enfance pour la poésie. Après des études au lycée d’État de Nantes (fréquenté avant lui par Jules Vallès, Tristan Corbière, et après lui par Jean Sarment et Jacques Vaché, les contemporains du rézéen Benjamin Péret, ainsi que Clemenceau dont l'établissement porte de nos jours le nom) et des études de droit, il devient avocat mais n'exerce pas longtemps puisqu'il monte à Paris où il commence des études de philosophie et vit en bohème l’aventure littéraire.
Hors de tout esprit partisan ou d’école, il y rencontre un grand nombre de poètes et d’écrivains de son temps, de tous styles et de toutes tendances. Parmi eux, Mallarmé dont il fréquenta le salon, et surtout Verlaine dont il accompagna les derniers temps et qui préfaça l’un de ses premiers recueils. Ou encore Adolphe Lacuzon, né en 1870 comme Boissier, créateur de l’intégralisme poétique. Il était lié également à la Revue L'Hermine, revue littéraire bretonne dirigée par Louis Tiercelin qui le publia plusieurs fois. Il fréquenta tous les repères à poètes de son temps et, parmi ceux-ci, celui du Félibrige occitan. Il anima des soirées de cabaret où il allait jusqu’à pousser la chansonnette humoristique voire grivoise, ce qui est en contradiction totale avec sa poésie écrite.
Il vécut surtout de travaux négriers. On[Qui ?] dit même qu’il vendit, pour quelques sous, des ouvrages entiers à des auteurs connus. On ignore le nombre de pièces en un acte, de livrets d’opéra-comique et de livres même, qu’il écrivit ou auxquels il collabora. Il est avéré qu’il fut, après ou avant tant d’autres tel Paul-Jean Toulet, un nègre d'Henry Gauthier-Villars, plus connu sous le nom de Willy.
Il fut aussi l'ami d’Han Ryner avec qui il participa, entre autres, à la courte aventure de la revue Les Partisans (1900-1901) et de Saint-Pol-Roux chez qui il avait ses entrées. Il eut des liens particuliers avec quelques peintres comme le nantais Pierre Lesage, auteur d’un portrait de Boissier, autrefois accroché sur l’un des murs du musée des beaux-arts de Nantes, Marcel-Lenoir, sur lequel il écrivit une étude, et le plus intime, Alexis Mérodack-Jeanneau, peintre à la fois classique, art nouveau et fauve, aujourd’hui reconnu, qui le portraitura et publia certains de ses textes dans sa revue d’Art Tendances Nouvelles.
On lui connaît peu de voyages à l’étranger si ce n’est que l’une de ces œuvres, Soir de Vendanges, est signée de « Dour, Belgique, 15 avril 1899 ». Grand et mince, barbu avec l’âge, aux yeux clairs naïfs et francs, les rares photos de lui à trente ans passés le montrent grossi, précocement vieilli, muni des palmes académiques. Il fut rapatrié de Paris par sa famille en 1903, entraîné au bord de la mer dans la presqu’île de Guérande pour le revivifier ; épreuve qui échoua car il réintégra Nantes où il mourut à trente cinq ans, en début d’année 1905, de neurasthénie, dit-on[Qui ?], et dans la souffrance ; plus sûrement d’épuisement, lassé d’amours idéales perdues, de dégoût de la vie et des hommes. Il est enterré au cimetière Saint Donatien de Nantes, à l'ombre de la basilique, avec ses parents, sa sœur et ses frères. Ses amis nombreux et sa famille semble-t-il, avaient préparé un premier volume de ses poèmes qui parut au moment de sa mort sous le titre Poèmes I. Mais, bientôt oublié sans bruit, ce fut le seul volume de ses œuvres poétiques complètes qui fut édité. Tout un travail d’édition sur cet auteur reste encore à accomplir, en particulier de ses articles et œuvres en prose dispersée dans tant et tant de revues, mais aussi de certains de ses meilleurs textes poétiques en vers. André Perraud-Charmantier, un avocat et écrivain nantais, ami de la famille de Boissier, le sorti de l’oubli en 1923. On peut regretter qu’il ne prît pas le temps d’éditer l’ensemble de ses textes inédits dont on n’a plus que des bribes.
Jusqu’à plus amples recherches, ses textes inédits (que possédait encore sa famille vers 1920) ont disparu. L’un de ses frères qui mourut très jeune illustra ses premières plaquettes, son autre frère chantait encore après la guerre 1914-1918, dans les salons nantais, des poèmes de lui mis en musique, parfois par des musiciens connus tels Jean Nouguès (compositeur oublié de l’opéra également oublié Quo Vadis ?) et Jean Huré, l’organiste et musicologue.
De nos jours, qui sait qu’une avenue nantaise discrète est consacrée à ce poète du désuet et de la calme douleur, presque résigné, là où la rivière La Chézine se termine canalisée sous les rues pour lui permettre de rejoindre la Loire ? Ce poète, discret de son vivant, est totalement ignoré des nantais. Tendre, généreux et bon, il est logique qu’il fût oublié. Politiquement, il était rêveur, anarchiste tinté progressivement d’un christianisme retrouvé de son enfance. Ou pour le dire autrement c’était un « anarcho » très « Dix-neuf-cent », pacifique et utopiste, ouverts à tous, tolérant, muni d’un certain mysticisme social.
On ignore tout de sa vie sentimentale, si ce n’est qu’il traduisit au travers de ses poésies l’existence fugace de diverses jeunes filles ou femmes sans nom ou parfois juste munies d’un prénom, ou dénommée… la Regrettée dont on ne sait rien, et si même elle exista un jour. Il vécut  « idolâtre des choses surannées » et amoureux de la frivolité même des femmes, selon André Perraud-Charmantier. Deux mots qui reviennent souvent dans la poésie de ce personnage attachant et curieux – qui affirma avoir vécu toute une époque parisienne en « rabelaisien » – étaient « virginité » et « chasteté ».
On peut le présenter comme un poète idéaliste (il revendiquait ce terme) et comme un poète symboliste, mais sans outrance (terme non péjoratif). Il décrit l’obscurité avec des mots simples. Il affectionnait le vers régulier, mais n’était pas sans composer des poèmes en vers sinon libres, du moins libérés de la contrainte d’un nombre de pieds réguliers. Il a également écrit des poèmes en prose, des livrets d’opérette, des pièces en un acte (certains de ces écrits ont disparu). Il est l’auteur seul ou en collaboration de contes et nouvelles parues uniquement en revues qu’il est malaisé de nos jours de retrouver. D’une manière générale, son œuvre est très difficile à réunir, mis à part deux ou trois ouvrages. Sans compter ses innombrables collaborations à des revues pour des poèmes et une somme d’articles de critique artistique.
Ses thèmes sont classiques et simples : la mission élevée du poète ce « fou », selon son expression, la compassion vis-à-vis des humbles, des jeunes morts et des miséreux (les paysans et les chemineaux en particulier), l’impossible amour pour des femmes, des ombres, un passé perdu, la rupture, l’autrefois. Il a un goût prononcé pour la nature, la vie paysanne et rurale traditionnelle (la non modernité machiniste) et l’époque des vendanges, le sacré (il mêle des thèmes païens à une imagerie souvent enfantine du christianisme). Et pour les artistes, peintres, musiciens, sculpteurs, poètes des temps passés. Il y a du Nerval, du Samain, du Baudelaire dans sa poésie[réf. nécessaire]. Sa poésie vaut surtout pour son atmosphère éthérée, parfois désuète et de très grande solitude ; toute faite d’absence, de vacuité et du silence de la nature dont l’âme est difficile à percer.
C’est un poète de la délicatesse et de la tendresse, des petites choses, de l’invisible, qui ne fait ni dans l’épopée ni dans la démesure. De l’histoire passée, des légendes. Un anachronique volontaire. Il n’évoque l’amour, sauf très rares exceptions, qu’à mots très couverts. C’est un mélancolique totalement inadapté au monde et à son temps, qui vit ailleurs, en dedans de lui, un nostalgique des châtelaines d’autrefois. Sa poésie est légère en ses livrets, très sérieuse et grave autrement ; hors du réel et de la trivialité, aimante ou amoureuse, foncièrement triste et de haute tenue. L’amour y est impossible ou fugace, le bonheur rare, la tristesse quasi constante. L’émotion à fleur de peau est contenue et réservée, parfois volontairement mignarde, en toute connaissance de cause. C’est aussi le poète de l’amitié, moins en ces textes qu’en ses innombrables dédicaces.

## Hommage
Une rue de Nantes porte son nom dans le quartier Hauts-Pavés - Saint-Félix.

## Œuvres
- Dame Mélancolie, poésies et proses rythmées, préface de Verlaine (Paris, Ollendorf, 1893 ; lire en ligne)
- Le Psautier du Barde, préface d’Armand Silvestre (Paris, Ollendorf, 1894)
- Esquisses et Fresques, lithographie de J. Boissier (Nantes, imp. Salières, 1894)
- Le Chemin de l’Irréel (Havard, 1895)
- La Musique dans les parcs au XVIIIe siècle, plaquette (Paris, Dupont, 1898)
- L’Enlumineur Marcel Lenoir, l’homme et l’œuvre, avec 70 reproductions en noir et blanc du peintre (Arnould, 1899)
- Poèmes I (Paris, Librairie française, 1905) comprenant entre autres  « Symphonies florales » et « Poèmes à la Regrettée ».

Autres œuvres parues uniquement en revue :
- Le Fiancé de Christiane (L’Hermine, décembre 1894-janvier 1895)
- Le Rouet Chante (L’Hermine, mai-juin 1898)
- Le Chemin de la Douleur (L’Hermine, mars-avril-mai 1901)
- Tante Colombe, drame idyllique (La Vie, avril-mai-juin 1903)
- Les Yeux de Faèle, idylle (Nantes Littéraire, décembre 1903)
- Soir de Vendanges (La Nouvelle Revue, nouvelle série tome V, numéro du 15 juillet 1900, pages 259 à 274 ; repris dans Tendances Nouvelles, mars-avril-mai 1905 ; lire en ligne)